# Гринберг, Вилли Янович
Вилли Янович Гринберг (латыш. Villijs Grīnbergs) — (24 августа 1897 года, Звардская волость, Гольдингенский уезд, Курляндская губерния — 15 ноября 1941 года) — советский военный деятель, полковник (1940 год).

## Начальная биография
Родился 24 августа 1897 года в Гольдингенском уездe Курляндской губернии. Латыш.

## Военная служба

### Первая мировая и гражданская войны
В мае 1916 года был призван в ряды Русской императорской армии и направлен рядовым в 181-й запасной пехотный полк, дислоцированный в Петрограде, однако в июне того же года переведён в Латышский запасной стрелковый полк, дислоцированный в городе Юрьев, а в октябре — в 1-й Усть-Двинский Латышский стрелковый полк. После Октябрьской революции с ноября 1917 года служил на должности председателя бригадного комитета при штабе 1-й Латышской стрелковой бригады, вскоре перешедшей на сторону советской власти.
В августе 1918 года назначен на должность командира продовольственного транспорта Латышской стрелковой дивизии, а в августе 1920 года был переведён во 2-й кавалерийский полк (Латышская кавалерийская бригада), где служил на должностях командира взвода, политрука эскадрона, а с декабря — на должности командира эскадрона. Принимал участие в боевых действиях на Западном и Южном фронтах.

### Межвоенное время
После окончания войны Гринберг продолжил служить в составе 2-го кавалерийского полка (Латышская кавалерийская бригада, 52-я Екатеринбургская стрелковая дивизия), находясь на должностях начальника штаба полковой и бригадной школ.
В июне 1921 года был назначен на должность помощника командира отдельного кавалерийского дивизиона (Харьковский военный округ), однако в сентябре того же года был переведён в 15-й кавалерийский полк (15-я Сивашская стрелковая дивизия, Украинский военный округ), где служил на должностях командира эскадрона и начальника полковой школы, помощника командира и командира полка, а в декабре 1922 года был назначен на должность командира отдельного кавалерийского эскадрона. В 1923 года за успехи в боевой подготовке Гринберг был награждён грамотой ЦИК СССР. В июне того же года был направлен на учёбу на Харьковские военные повторные курсы старшего комсостава, после окончания которых в июле 1924 года вернулся на прежнюю должность, а в октябре того же года назначен на должность командира отдельного кавалерийского эскадрона в составе 30-й стрелковой дивизии. В 1927 году награждён пистолетом «Браунинг».
В октябре 1928 года был назначен на должность помощника командира по хозяйственной части 3-го Криворожского кавалерийского полка (1-я кавалерийская дивизия Червонного казачества), а в декабре 1930 года направлен на учёбу на академические курсы технического усовершенствования комсостава при Военно-технической академии имени Ф. Э. Дзержинского, после окончания которых в августе 1931 года назначен на должность командира отдельного автобронедивизиона при Ленинградских бронетанковых курсах усовершенствования командного состава. В декабре того же года направлен на Краснознамённые кавалерийские курсы усовершенствования командного состава, где служил на должностях командира-руководителя и старшего преподавателя мотомехдела.
В июле 1939 года назначен на должность преподавателя Военной академии механизации и моторизации, в октябре 1940 года — на должность помощника начальника штаба 27-й легкой танковой бригады (Прибалтийский военный округ), а в марте 1941 года — на должность начальника отдела тыла штаба 12-го механизированного корпуса.

### Великая Отечественная война
С началом войны находился на прежней должности. Корпус принимал участие в боевых действиях в ходе приграничного сражения на Северо-Западном фронте, а также во фронтовом контрударе в районе города Шяуляй, после чего отступал на псковском направлении. После гибели оперативной группы штаба корпуса во главе с Н. М. Шестопаловым полковник Гринберг исполнял обязанности начальника штаба корпуса, а с 1 по 13 июля исполнял должность командира корпуса, а затем вернулся на должность начальника штаба корпуса.
В августе назначен на должность начальника штаба Новгородской армейской оперативной группы Северо-Западного фронта, с октября принимала участие в боевых действиях в ходе Тихвинской оборонительной операции, во время которой 15 ноября 1941 года полковник Вилли Янович Гринберг пропал без вести, однако по данным ОБД «Мемориал» похоронен в селе Стремилово (Чеховский район, Московская область).

## Награды
- Юбилейная медаль «XX лет Рабоче-Крестьянской Красной Армии»;
- Наградное оружие (пистолет «Браунинг»).